# Áno Valsamónero
Áno Valsamónero, en grec moderne : Άνω Βαλσαμόνερο, ou Áno Varsamónero (Άνω Βαρσαμόνερο), est un village du dème de Réthymnon, en Crète, en Grèce. Selon le recensement de 2011, la population d'Áno Valsamónero compte 77 habitants. Le village est situé à une altitude de 380 m et à 14 km de Réthymnon.

## Recensements de la population
| Recensements | 1900 | 1920 | 1928 | 1940 | 1951 | 1961 | 1971 | 1981 | 1991 | 2001 | 2011 |
| ------------ | ---- | ---- | ---- | ---- | ---- | ---- | ---- | ---- | ---- | ---- | ---- |
| Population   | -    | 189  | -    | 152  | 147  | 131  | 119  | 122  | -    | 151  | 77   |